# Љубиша М. Бојић
Љубиша М. Бојић (Ваљево, 12. фебруар 1912 — Београд, 18. јул 1980) био je адвокат по занимању.
Докторирао је економске науке у Франкфурту у Немачкој пролећа 1940. године. Свој докторат објавио је као књигу Die Budgetpolitik Jugoslaviens 1918-1938 која је доступна у Архиву Југославије.
Љубиша је говорио немачки, словачки и француски.
Љубишин син је Милорад Бојић, био је професор и дописни члан САНУ, док је његов унук истоимени комуниколог и футуролог који истражује утицај вештачке интелигенције на друштво и виши је научни сарадник на Институту за филозофију и друштвену теорију Универзитета у Београду и Истраживачко-развојном институту за вештачку интелигенцију Србије.